# Familjen Kardashian
Familjen Kardashian (engelska: Keeping Up with the Kardashians) är en amerikansk reality-serie med systrarna Kourtney, Kim, och Khloé Kardashian och halvsyskonen Kendall och Kylie Jenner som sänds på kanalen E! i USA samt Kanal 11 i Sverige. Första avsnittet hade premiär den 14 oktober 2007. I serien får tittaren en inblick i familjen Kardashian-Jenners vardag.
Systrarnas far var advokaten Robert Kardashian.